# غوستاف لينداو
غوستاف لينداو (بالألمانية: Gustav Lindau)‏ (و. 1866 – 1923 م) هو عالم نبات، واخصائي فطريات من ألمانيا . ولد في ديساو.
توفي في برلين ، عن عمر يناهز 57 عاماً.